# Geometra promissaria
Geometra promissaria là một loài bướm đêm trong họ Geometridae.